# Самбуев, Мэлс Жамьянович
Мэлс Жамья́нович Самбу́ев (бур.  Самбуев Жамьянай Мэлс; 13 февраля 1940 — 15 сентября 1981) — советский бурятский поэт.

## Биография
Родился 13 февраля 1940 года в улусе Санага Закаменского района Бурят-Монгольской АССР. Первое стихотворение «Ой соо» (В лесу) опубликовал в возрасте 16 лет.
После школы поступил на филологический факультет Иркутского государственного университета, который окончил в 1963 году.
В том же году начал работать журналистом на Бурятском телевидении. С этого времени его стихи постоянно печатаются в республиканских изданиях. К 1969 году опубликовал два поэтических сборника: «Тайгын саһан» (Таёжный снег) и «Таймыр».
В 1969 году принял участие в IV Всесоюзном совещании молодых писателей в Москве. В том же году был принят в Союз писателей СССР.
В 1974 году стал первым лауреатом премии Ленинского комсомола Бурятии.
Заслуженное признание творчеству Самбуева пришло после выхода в московских издательствах «Современник» и «Советский писатель» двух его поэтических сборников — «Дед Доржи» (1973) и «Таёжная роса» (1974).
При жизни поэта было опубликовано 6 книг стихов и поэм — «Тайгын саһан» (Таёжный снег) (1967), «Таймыр» (1969), «Санага» (1971), «Мамайн добуунһаа дурдалга» (Воспоминания на Мамаевом кургане) (1975), «Үглөөнэй шүүдэр» (Утренняя роса) (1978), «Ара-Хангай» (1981).
После ухода поэта из жизни опубликованы сборники «Алтан одоной гэрэл» (Звёздный час) (1983), «Благодарю» (1984), «Зуун дуун» (Венки сонетов) (1990), «Түхэреэн жэл» (Круглый год) (2000).
Мэлс Самбуев в своём творчестве воспевал родной край, степные просторы, красоту цветущих горных лугов. Многие песни, написанные на его стихи, популярны в Бурятии.
Умер в 1981 году в Улан-Удэ.

## Награды
- Лауреат премии Ленинского комсомола Бурятии (1974).

## Память
- В улусе Санага и городе Улан-Удэ его именем названы улицы.